# Kranio-Osteoarthropathie
Die Kranio-Osteoarthropathie (COA) ist eine sehr seltene angeborene Form der primären hypertrophen Osteoarthropathie mit den Hauptmerkmalen verzögerter Schluss der Schädelnähte und Fontanellen, Trommelschlegelfinger, Arthropathie und Verdickung der Knochenhaut (Periostose).
Synonyme sind: Reginato-Schiapachasse-Syndrom; englisch Currarino disease; Currarino idiopathic osteoarthropathy
Die Namensbezeichnungen beziehen sich auf Berichte aus dem Jahre 1961 durch den italienisch-stämmigen US-amerikanischen Kinderradiologen Guido Currarino und aus dem Jahre 1982 durch den chilenischen Arzt Antonio J. Reginato, Virgilio Schiapachasse und Mitarbeiter.

## Verbreitung
Die Häufigkeit wird mit unter 1 zu 1.000.000 angegeben, die Vererbung erfolgt autosomal-rezessiv. Bislang wurden über etwa 30 Betroffene berichtet.

## Ursache
Der Erkrankung liegen Mutationen im HPGD-Gen auf Chromosom 4 Genort q34.1 zugrunde.
Mutationen dieses Genes finden sich auch bei Typ 1 der Pachydermoperiostose.

## Klinische Erscheinungen
Klinische Kriterien sind:
- Manifestation im Kindesalter
- hypertrophe Osteoarthropathie mit Trommelschlegelfingern, Klinodaktylie, Arthropathie, periostale Knochenneubildung
- verzögerter Verschluss der Schädelnähte und Fontanellen
- ekzemartige Hautveränderungen

Hinzu können angeborene Herzfehler kommen.